# تینا مک‌کنزی
تینا مک‌کنزی (انگلیسی: Tina McKenzie؛ زادهٔ ۸ ژوئن ۱۹۷۴) ورزشکار بسکتبال اهل استرالیا است.
وی در مسابقات کشوری و بین‌المللی در مجموع برندهٔ ۲ مدال نقره، ۱ مدال برنز شده‌است.